# Hardeo Ramadhin
Hardeo Ramadhin (Van Drimmelenpolder, 30 september 1944)  is een Surinaams onderwijzer en politiek analist. Hij was docent op het IOL, de AdeKUS en de IBW Hogeschool. Van 2001 tot 2004 was hij districtscommissaris van Nickerie. Hij deelt politieke analyses tijdens informatieavonden en publiceert boeken en in dagbladen.

## Biografie
Hij was de jongste van drie kinderen en werd in 1944 geboren in de Van Drimmelenpolder in Nickerie. Nog voor zijn geboorte verliet zijn vader zijn moeder, waardoor hij zijn jeugd met zijn moeder doorbracht bij zijn oma in een grote familie van zestien personen. Hij groeide niet zo snel en kon de weg van drie kilometer op en neer naar school niet dagelijks afleggen. Daarbij miste hij veel lessen vanwege de zaai- en oogsttijden. Hij liep daarom grote leerachterstanden op. Niet helemaal van harte ging hij op zijn twaalfde naar zijn vader, die voor werk bij Alcoa in Moengo was gaan wonen. Drie jaar later voltooide hij zijn lagere school en twee jaar daarna zijn ulo.
Hierna volgde hij kortstondig een opleiding tot politieagent en ging verder met een studie tot onderwijzer. Hierna keerde hij terug naar Nickerie. Geboren als Hardeo Mangroe wijzigde hij op zijn 21e van naam naar Ramadhin. Hij werd in 1967 onderwijzer op een lagere school en beheerde tussendoor een tankstation. Na zijn huwelijk in 1970 vertrokken hij en zijn vrouw naar Paramaribo. Ze kregen vijf kinderen; een van hen is Amar Ramadhin, de minister van Volksgezondheid van 2020 tot 2025.
Ondertussen studeerde hij verder en behaalde verschillende aktes, waaronder voor aardrijkskunde en geschiedenis, en gaf hij les aan verschillende middelbare scholen, zeventien jaar lang op het IOL en verder op het schakeljaar van de AdeKUS.
Van 2001 tot 2004 was hij districtscommissaris van Nickerie. Toen hij dat jaar zijn pensioenleeftijd bereikte, was de verwachting onder burgers dat hij aan zou blijven tot na de verkiezingen van 2005. Zijn steunbetuiging aan de PL van Paul Somohardjo en strak beleid als districtscommissaris zou hem in ongenade hebben gebracht bij de leiding van de VHP, zo vermoedde hij toen zelf. Hij richtte nog wel zijn eigen Janta-partij op, maar wist hier geen politieke rol van betekenis mee te spelen.
Ondanks zijn pensionering keerde hij terug naar het onderwijsvak en onderwees tot 2019 aan de IBW Hogeschool. Ondertussen analyseert hij de politiek en houdt verkiezingscijfers bij. Hij schreef meer dan tien boeken over politiek en geschiedenis. Ook publiceert hij stukken in dagbladen en deelt politieke analyses tijdens informatieavonden. De politicoloog Hans Breeveld noemde het werk Ramadhin in 2021 een "gezaghebbende bron qua cijfermateriaal en analyses van onze verkiezingen."